# Peer to peer lending
Peer-to-peer lending (známý též jako person-to-person lending, social lending či sociální půjčky, někdy také přímé úvěrování, zkratkou P2P lending, P2P půjčky a p2p půjčky) je půjčování lidem přímo od lidí za pomocí zprostředkovatele a online platformy. Uživatelé této online platformy přímo mezi sebou (peer to peer) uzavírají obchody.
Platformy v podobě online aukčních systémů, které slouží k prodeji zboží nebo služeb, jsou běžným a všeobecně využívaným nástrojem. Patří k fenoménu sdílené ekonomiky, jejímiž hlavními představiteli jsou např. společnosti UBER a Airbnb. Systém peer-to-peer půjček se od těchto prostředí prakticky neliší, jediný rozdíl spočívá v tom, že se zde neobchoduje se zbožím, ale s finančními prostředky, přesněji řečeno, setkávají se zde investoři s žadateli o drobné půjčky a uzavírají mezi sebou platné smlouvy o půjčkách. Jde o nový a pozvolna se rozmáhající trend sdílení nevyužitých prostředků na přímo mezi dvěma uživateli. Půjčky probíhají bez účasti bank, tedy i bez jejich vysokých poplatků, přes internetový portál, na kterém se na podmínkách domlouvají přímo klienti mezi sebou.

## Historie

### Anglie
První společností, která nabízela P2P půjčky je anglická firma Zopa. Tato firma byla založená v roce 2005 v Anglii a za dobu své působnosti už vyplatila více než 2,79 miliard liber. Dalším výrazným hráčem v této oblasti se stala společnost Funding Circle. Její vznik se datuje k roku 2010 a až do června 2017 půjčila již více než 2,9 miliard liber. Obě společnosti jsou členy Peer 2 Peer Finance Association (P2PFA), jejíž vznik jasně přispěl k rozšíření P2P platforem po celé Evropě.

### USA
V USA se začal trh s P2P půjčkami rozvíjet až o rok později, v únoru 2006. Tehdy byla založena společnost Prosper marketplace, kterou ještě v tom samém roce následovala společnost Lending Club. Obě společnosti sídlí v neoficiální P2P baště USA, v San Franciscu, a obě uzavřely partnerství se společností FOLIO Investing, aby vytvořily sekundární trh a zajistily lepší likviditu pohledávek. Lending Club je v současnosti s půjčkami přesahující hodnotu 31 miliard dolarů největší P2P platformou na světě. Lending Club dokonce podstoupil v prosinci roku 2014 IPO8 a nyní se obchoduje na newyorské burze.

### Česko
Nejstarší podobnou platformou v České republice je společnost Bankerat, která funguje již od roku 2010. Boom tohoto způsobu půjčování začal ale až v roce 2015 spolu s P2P platformou Zonky, která na konci července 2017 půjčila v celkové hodnotě více než 1 miliardu korun. Na jaře 2016 byla opětovně spuštěna služba Pujcmefirme.cz, která funguje na bázi P2B (peer to business). Tento princip úvěrování propojuje investory s podnikatelskými subjekty. Dvojkou na trhu je Bondster a dalšími P2P platformami jsou v ČR např. FinBee, Banking Online nebo Žlutý meloun.

## Sdílená ekonomika
Sdílená ekonomika, ke které patří i P2P platformy, je fenomén začátku 21. století. Je to produkt internetové doby, u jehož počátků stála technologický pokrok, v případě P2P půjček také ekonomická krize, která doslova na čas paralyzovala všechny banky. P2P půjčky, ostatně jako celá sdílená ekonomika, stojí na myšlence přímého spojení klient a vlastníka statku. Základním principem je tedy upozadění prostředníka, např. banky, hotelu či třeba taxislužby, a přímé poskytování statků vrstevníky vrstevníkům, což právě v překladu znamená peer-to-peer.
K nejznámějším zástupcům patří společnosti Uber, Airbnb, nebo v ČR Zonky. Tyto společnosti jsou pouze online platformy, nezávislý mechanismus, který zajišťuje zprostředkování nabídky a poptávky, efektivně propojuje a stará se i o automatizovanou distribuci peněz oběma směry, to vše za transparentních podmínek a za poplatek daleko nižší než v případě kamenných společností, tj. např. bank.

## Platformy
P2P platforma je tedy prostředí podobné online tržišti, které může být alternativou k bance. P2P lending platforma spojují žadatele o úvěr s těmi, kteří chtějí své peníze zhodnotit, chtějí investovat. Zájemcům také zařizují smluvní dokumentaci, udělují rating jednotlivým úvěrům, zajišťuje přijímání splátek na úvěry a rozúčtování těchto splátek jednotlivým investorům. Zajišťuje tedy celý proces od začátku až do konce.

## P2P platformy v Česku
Podmínkou fungování P2P platforem v České republice je licence platformy u České národní banky ve smyslu zákona č. 370/2017 Sb., o platebním styku. P2P platforma musí být licencovaná jako platební instituce nebo jako poskytovatel platebních služeb malého rozsahu. V České republice působí různé P2P platformy:

### Zonky.cz
Projekt Zonky vznikl v České republice v červnu 2015 a stojí za ním skupina PPF. Hlavním investorem je nizozemský inovační fond Home Credit Lab. N.V, dceřiná firma HOme Creditu, který je také součástí skupiny PPF. Služba Zonky je registrována u České národní banky jako poskytovatel finančních služeb malého rozsahu.
Zatímco za první rok fungování si lidé přes Zonky navzájem vypůjčili 600 miliónů korun, v roce 2019 už celková vypůjčená suma peněz přesáhla 6 miliardovou hranici. Na výpůjčkách se podílelo více než 33 000 jednotlivých investorů.
Zonky funguje jako online zprostředkovatel, který podle rizikovosti ohodnotí zájemce o půjčku ratingem s daným úrokem a vystaví jeho poptávku na internetovém Tržišti. Tam si ji může nalézt investor. Zonky také hlídá veškeré právní a administrativní záležitosti, rozděluje jednotlivé splátky investorům a řeší případné vymáhání nesplácených pohledávek.
Zonky investice nijak nezajišťuje. Pokud klient přestane splácet, ztráta jde na vrub investora. Proto je nejdůležitější, aby investoři investovali uvážlivě a co nejvíce diverzifikovali své portfolio.
Úroky mají poměrně širokou škálu a to v rozmezí od 2,99 % p.a. až do 19,99 % p.a. Půjčit si je možné částku mezi 20 tisíci až 750 tisíci Kč. Se splatností až na 84 měsíců.

### Bondster.com
Bondster je česká FinTech společnost, která zprostředkovává investice do půjček. Nabízí alternativu k tradičnímu investování, když propojuje investory z řad široké veřejnosti s poskytovateli půjček. Bondster funguje jako tzv. P2P (peer-to-peer), resp. P2B (peer-to-business) trh investic. Nespolupracuje totiž s dlužníky samotnými, ale s poskytovateli úvěrů, které propojuje s investory. Těm dává možnost na trhu investovat do již schválených a poskytnutých půjček. Některé jsou zajištěné například nemovitostmi.[zdroj?]
Platforma Bondster vznikla v Česku v roce 2017 a patří mezi nejrychleji rostoucí P2P platformy tuzemského trhu. K roku 2020 měla na kontě kolem 10 000 investorů ze 73 zemí světa, kteří dosud proinvestovali více než 1,2 miliardu korun.[zdroj?]

### Bankerat.cz
Bankerat.cz je internetová aukční platforma pro poskytování a správu P2P půjček. Na trhu působí od roku 2010. Na portálu se potkávají žadatelé o půjčku s investory. Jakmile žadatel o půjčku přijme nabídku od vybraného věřitele, dojde ke kompletaci smluvní dokumentace, která je následně předána investorovi k posouzení, prověření a rozhodnutí zdali půjčku za daných podmínek žadateli poskytne. Po schválení půjčky věřitelem a převedení peněz dlužníkovi je přes portál Bankerat.cz vedena základní administrace půjčky, pro uživatele jsou k dispozici přehledy o splácení, zasílaných upomínkách či informace o komunikaci mezi uživateli portálu.

### Banking-Online.cz
Jde o aukční portál zprostředkovávající P2P půjčky, který rovozuje společnost Informatik Consulting (Prague) s.r.o. Firma sídlí v Praze, ale působí také ve Švýcarsku a Hongkongu. Byla založena v roce 1996. Portál zprostředkovává přímé půjčování peněz mezi žadateli o půjčku a investory. Aukce žadatele o půjčku umožňuje získání peněz od vícero investorů, které si žadatel může v rámci aukce vybrat. Úroková sazba půjček je určována nabídkou a poptávkou a je systémem omezena tak, aby byla nižší, než průměrná úroková sazba, kterou poskytují banky. Banking Online nabízí také založení aukce investorům. Investorská aukce umožňuje výběr z vícero žadatelů o půjčku, čímž lze dosáhnout diverzifikace portfolia a minimalizovat tak riziko návratnosti investice a umožňuje lepší zúročení kapitálu ve srovnání s klasickými bankovními produkty.

### Ferratump2p.cz
Službu provozuje společnost Ferratum Czech s.r.o., která je součástí skupiny Ferratum Group. FerratumP2P nabízí investice do již schválených a vyplacených spotřebitelských i podnikatelských půjček. Investovat je možné od 500 korun.

### FinBee.cz
Platforma pro půjčování a investování vznikla v Litvě v roce 2015. Lidé, kteří si jejím prostřednictvím chtějí půjčit peníze, podají žádost, v níž uvedou požadovanou částku půjčky a dobu půjčky. FinBee ověřuje rating každého žadatele a rozhodne, zda ji schválí. Investoři – zapůjčitelé – pak posoudí žádosti a rozhodují, do které z nich mají investovat. Když je půjčka profinancována, žadatel – vydlužitel – potvrzuje smluvní podmínky. Po žádosti, která je plně financována, vydlužitelé splácejí půjčku měsíčně. Zapůjčitelé si mohou peníze vybírat nebo reinvestovat do nových půjček. Všechny finanční transakce jsou prováděny prostřednictvím Sběrného účtu FinBee ve Fio bance.

### Prestito.cz
Aukční portál Prestito.cz vyvinula společnost HM Capital Partners s.r.o. Portál nepodnikatelských půjček umožňuje zájemcům o úvěr zdarma vytvořit aukce, které navštěvují uživatelé se zájmem investovat. Do jedné aukce může své nabídky podat více potenciálních investorů a záleží na zájemci o půjčku, kterou nabídku přijme. Z jedné aukce také nemusí vzejít pouze jeden úvěr, ale i úvěrů několik. Zejména se to týká aukcí na vyšší požadované částky. Aukce taktéž nemusí trvat celý předepsaný čas. Pokud je její vystavovatel spokojen hned s první nabídkou, může tuto nabídku přijmout, úvěr uzavřít a aukci ukončit. Portál také nabízí provize za přivedení nových zájemců.

### Skyloan.cz
P2P zápůjčka skyloan je bezúčelová půjčka od soukromé, fyzické osoby. Společnost tak propojuje osoby, které mají zájem o půjčku s osobami, které chtějí zhodnotit své volné finanční prostředky. Lidé si mohou půjčovat od 5 do 250 tisíc korun. Splácení si mohou zvolit od 3 do 60 měsíců. Žádosti se posuzují z pohledu schopnosti řádně a včas splatit poskytnutou zápůjčku. Pokud je uvedené hodnocení kladné, je zápůjčka nabídnuta investorům v rámci interní aukce. Investoři poté nabídnou varianty P2P zápůjčky. Jednotlivé nabídky se mohou lišit ve výši jistiny, úroku nebo době splácení. Zápůjčka se splácí v měsíčních splátkách na bankovní účet společnosti.

### Žádost o P2P půjčku
Samotné hledání investorů probíhá nejčastěji formou internetové aukce na vybrané platformě, kde žadatel o úvěr zadá poptávku a investor na to zareaguje nabídkou. Obě strany se však musí pohybovat v mezích nastavených platformou. Žadatel je často omezen maximální požadovanou částku a investor úrokem. Úrok se určuje třemi způsoby:
- Úrok stanoví platforma na základě ratingu, který žadateli o půjčku přiřadí
- Žadatel zadá maximální úrok, který chce a může akceptovat, investor může nabídnout úrok stejný nebo nižší
- Platforma nebo žadatel stanoví pouze doporučený úrok, konečná nabídka je na investorovi.[12]

Poptávku žadatel doplní o účel a důvod půjčky, také uvede všechny potřebné údaje o své osobě, zaměstnání, příjmech a platforma porovná data s dalšími dostupnými, například z registrů dlužníků. S ohledem na zjištěné údaje může klientovi platforma přidělit rating s úrokem, popřípadě ho jen schválit. Přidělený úrok snížený o poplatek platformě je i výnos pro investory.
Platforma od platformy se liší i v podmínkách pro schválení úvěru či podmínkách na investory. Zpravidla stačí jeden investor a je nutné získat celou požadovanou částku, ale jsou i platformy, kde musí být investorů více nebo nemusí být vybrána částka celá.
Úspěšnost poptávky je ovlivněna její důvěryhodností. Čím víc ověřených informací, potvrzeních a relevantních dokladů poptávka obsahuje, tím pravděpodobněji najde své investory a dosáhne lepšího úroku. Investor sám může vyžadovat další informace a záruky, často v podobě nemovité zástavy, ručitele úvěru atd. I s dostatečnou dokumentací však nemusí být vyhráno. Zonky například od začátku ostrého provozu v červnu 2015 muselo odmítnout 80 % poptávek pro zadluženost žadatelů.

### Výše úroků P2P půjček
Výše úroku nezávisí pouze na nabídce konkrétních investorů, ale i na samotné platformě. Například u společnosti Bankerat se roční úrok průměrné pohybuje mezi 35 a 45 %, kdežto Banking Online půjčují s úrokem mezi 3% a 15% a Zonky s úrokem mezi 3,99 a 19,99 %. Banky oproti nim půjčují s úrokem 6 až 13 %. Rozdíl v úroku mezi P2P platformami je dán zejména v tom, že Bankerat se soustředí zejména na klienty, kterým již banky půjčit nechtějí, zatímco Banking Online se Zonky i na běžné klienty bank.

## Nevýhody
P2P půjčky v některých pohledech skýtají i jistá rizika. U žadatele o půjčku jsou fakticky minimální. Vše funguje stejně jako u bankovních úvěrů. Zprostředkovatel půjčky si ověřuje bonitu dlužníka. Poplatek za zprostředkování se řeší až poté, co jsou peníze připsány na úvěr žadatele. Investování do tohoto typu půjček s sebou jistá rizika samozřejmě nese. Jedná se především o možnost nesplacení dlužné částky věřiteli. Toto riziko je možné částečně eliminovat vhodným výběrem dostatečně bonitního dlužníka. Řešením je i diverzifikace. Věřitel nevsadí pouze na jednu kartu a půjčí část svého budgetu jednomu a část druhému dlužníkovi. Případně může volit více půjček. Počítat je zapotřebí s omezenou likviditou investice v oblasti P2P půjček. Samotné P2P platformy nepředstavují banky, stavební spořitelny ani záložny družstevního charakteru. Podle zákona č. 21/1992 Sb. tak nemusejí pojišťovat své pohledávky.